# Lycksele (comuna)
Lycksele (em sueco: Lycksele kommun) é uma comuna da Suécia localizada no condado de Västerbotten. Sua capital é a cidade de Lycksele. Possui 5 518 quilômetros quadrados e uma população de 12 324 habitantes (2020).
A economia tradicional da comuna está baseada na exploração mineira e florestal, e em pequenas indústrias de produtos de madeira e metalomecânicos. 
A comuna é atravessada pelo rio Umeälven e pela estrada europeia E12, ligando Mo i Rana, na Noruega a Helsínquia, na Finlândia. 
É desde 2010 uma ”zona administrativa de língua lapónica” (Förvaltningsområdet för samiska språket), onde existem direitos linguísticos reforçados para a minoria étnica dos lapões. 